# Amphoe Sadao
Amphoe Sadao (thailändisch อำเภอ สะเดา) ist ein Landkreis (Amphoe – Verwaltungs-Distrikt) in der Provinz Songkhla. Die Provinz Songkhla liegt in der Südregion von Thailand. 
Der Name Sadao (สะเดา) ist das thailändische Wort für den Niembaum.

## Geographie
Benachbarte Distrikte und Gebiete (von Westen im Uhrzeigersinn): die Amphoe Khuan Don und Khuan Kalong der Provinz Satun sowie die Amphoe Khlong Hoi Khong, Hat Yai, Chana und Na Thawi der Provinz Songkhla.
Im Südwesten liegen die Bundesstaaten Kedah und Perlis von Malaysia.

## Verkehr
In Sadao endet der Phetkasem-Highway, die längste Straße Thailands, die die Landeshauptstadt Bangkok mit der Landesgrenze nach Malaysia verbindet.
Für Bahnreisende ist in Padang Besar die Grenzstation der Bahnstrecke nach Butterworth (Penang).

## Geschichte
Das Gebiet des heutigen Landkreises Sadao war vor über 100 Jahren der Tambon Sadao des Distrikts Chang Lon in der Provinz Saiburi (heute Kedah). Als die Briten und Siam (heute Thailand) den Anglo-Siamesischen Vertrag von 1909 unterzeichneten, blieb Sadao bei Thailand.
Im Jahr 1917 wurde der Tambon Sadao offiziell zum Amphoe erhoben.
Der Landkreis steht seit 2004 unter Kriegsrecht.

## Verwaltung

### Provinzverwaltung
Amphoe Sadao ist in neun Unterbezirke (Tambon) eingeteilt, diese wiederum besitzen zusammen 67 Dorfgemeinschaften (Muban).
| Nr. | Name         | Thai      | Muban | Einw.  |
| --- | ------------ | --------- | ----- | ------ |
| 1.  | Sadao        | สะเดา     | 0-    | 20.515 |
| 2.  | Prik         | ปริก       | 11    | 19.085 |
| 3.  | Phang La     | พังลา      | 07    | 12.660 |
| 4.  | Samnak Taeo  | สำนักแต้ว   | 10    | 14.160 |
| 5.  | Thung Mo     | ทุ่งหมอ     | 07    | 07.280 |
| 6.  | Tha Pho      | ท่าโพธิ์     | 08    | 06.645 |
| 7.  | Padang Besar | ปาดังเบซาร์ | 12    | 24.973 |
| 8.  | Samnak Kham  | สำนักขาม   | 07    | 12.956 |
| 9.  | Khao Mi Kiat | เขามีเกียรติ | 05    | 05.106 |

### Lokalverwaltung
Es gibt zwei Städte (Thesaban Mueang) im Landkreis:
- Sadao (เทศบาลเมืองสะเดา), bestehend aus dem gesamten Tambon Sadao,
- Padang Besar (เทศบาลเมืองปาดังเบซาร์), bestehend aus Teilen des Tambon Padang Besar.

Daneben gibt es vier Kleinstädte (Thesaban Tambon) im Distrikt: 
- Prik (เทศบาลตำบลปริก), bestehend aus Teilen des Tambon Prik,
- Khlong Ngae (เทศบาลตำบลคลองแงะ), bestehend aus Teilen des Tambon Phang La,
- Samnak Kham (เทศบาลตำบลสำนักขาม), bestehend aus dem ganzen Tambon Samnak Kham
- Padang (เทศบาลตำบลปาดัง), bestehend aus weiteren Teilen des Tambon Padang Besar.

Außerdem gibt es sechs „Tambon-Verwaltungsorganisationen“ (TAO, องค์การบริหารส่วนตำบล) für die Tambon oder die Teile von Tambon im Landkreis, die zu keiner Stadt gehören.